# Suite de Pell

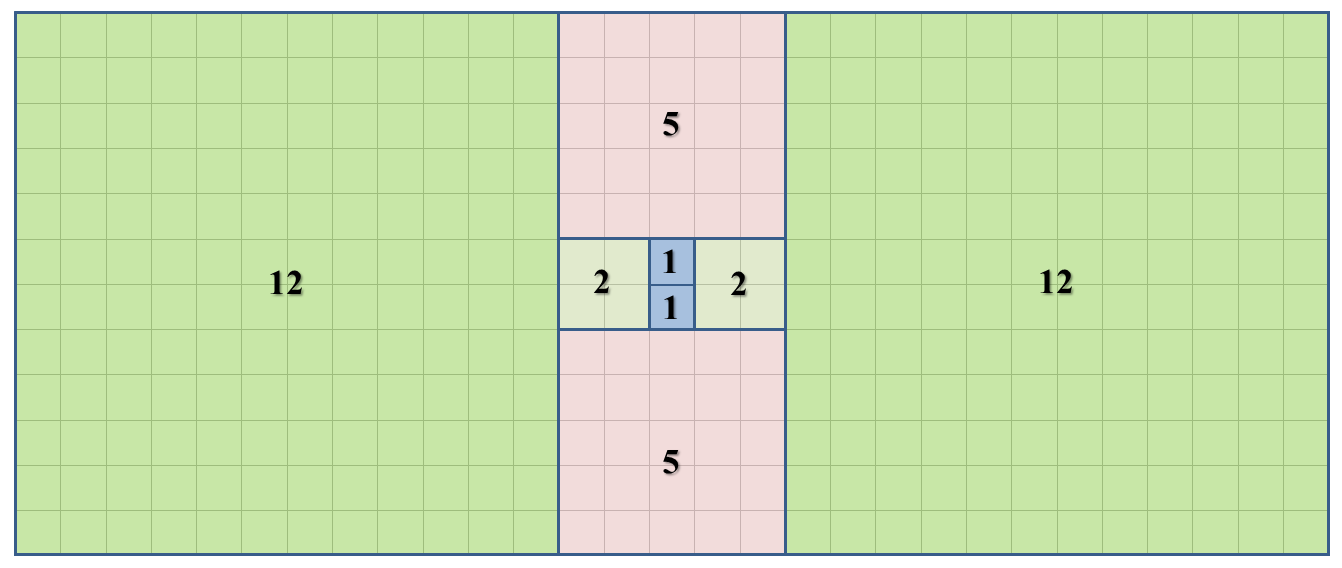
Construction graphique de la suite d'entiers de Pell

En mathématiques, la suite de Pell et la suite de Pell-Lucas sont respectivement les suites d'entiers U(2, –1) et V(2, –1), cas particulier de suites de Lucas.
La première est aussi la 2-suite de Fibonacci.
Leurs termes sont dénommés respectivement nombres de Pell et nombres de Pell-Lucas.

## Définitions
La suite de Pell {\displaystyle (P_{n})} et la suite de Pell-Lucas {\displaystyle (Q_{n})} sont définies par récurrence linéaire double :
{\displaystyle P_{n}={\begin{cases}0&{\mbox{pour }}n=0,\\1&{\mbox{pour }}n=1,\\2P_{n-1}+P_{n-2}&{\mbox{pour }}n\geq 2\end{cases}}\quad {\rm {et}}\quad Q_{n}={\begin{cases}2&{\mbox{pour }}n=0,\\2&{\mbox{pour }}n=1,\\2Q_{n-1}+Q_{n-2}&{\mbox{pour }}n\geq 2.\end{cases}}}
Autrement dit : on commence par 0 et 1 pour la première suite et par 2 et 2 pour la seconde, et dans chacune des deux suites, on produit le terme suivant en additionnant deux fois le dernier à l'avant-dernier.
On peut aussi écrire : {\displaystyle P_{n}=F_{n}(2)} et {\displaystyle Q_{n}=L_{n}(2)} où {\displaystyle F_{n}} et {\displaystyle L_{n}} sont respectivement les polynômes de Fibonacci et de Lucas d'indice {\displaystyle n}.

## Quelques valeurs
Les dix premiers nombres de Pell sont 0, 1, 2, 5, 12, 29, 70, 169, 408 et 985 et les dix premiers nombres de Pell-Lucas sont 2, 2, 6, 14, 34, 82, 198, 478, 1 154 et 2 786 (pour les 1 000 premiers, voir les suites  A000129 et  A002203 de l'OEIS).
Les {\displaystyle Q_{n}} étant tous pairs, c'est parfois plutôt les {\displaystyle Q_{n}/2} qu'on appelle nombres de Pell-Lucas.
La sous-suite des termes premiers de la suite de Pell est formée des nombres
2, 5, 29, 5 741, etc. (pour les 23 premiers termes, voir  A086383)
et les indices correspondants (nécessairement premiers) sont
2, 3, 5, 11, 13, 29, 41, 53, 59, 89, 97, 101, 167, 181, 191, etc. (pour les 31 premiers, voir  A096650).

## Terme général
Les termes généraux de ces deux suites sont donnés respectivement par les formules  :
{\displaystyle P_{n}=U_{n}(2,-1)={\frac {(1+{\sqrt {2}})^{n}-(1-{\sqrt {2}})^{n}}{2{\sqrt {2}}}}\quad {\rm {et}}\quad Q_{n}=V_{n}(2,-1)=(1+{\sqrt {2}})^{n}+(1-{\sqrt {2}})^{n}.}

## Lien avec le nombre d'argent
Les puissances successives du nombre d'argent 1 + √2 sont donc voisines des nombres de Pell-Lucas quand {\displaystyle n} est grand, et leurs quotients par {\displaystyle 2{\sqrt {2}}} voisins des nombres de Pell.
Par exemple :
{\displaystyle (1+{\sqrt {2}})^{2}\simeq 5{,}8\simeq 6=Q_{2},}
{\displaystyle (1+{\sqrt {2}})^{4}\simeq 33{,}97\simeq 34=Q_{4},}
{\displaystyle (1+{\sqrt {2}})^{8}\simeq 1153{,}999\simeq 1154=Q_{8}}
Plus précisément, 
- {\displaystyle P_{n}=\left\lfloor {\frac {(1+{\sqrt {2}})^{n}}{2{\sqrt {2}}}}\right\rceil } pour tout {\displaystyle n}, où {\displaystyle \left\lfloor .\right\rceil } désigne l 'entier le plus proche,

- {\displaystyle Q_{n}=\left\lceil (1+{\sqrt {2}})^{n}\right\rceil } pour tout {\displaystyle n\geqslant 2}, où {\displaystyle \left\lceil .\right\rceil } désigne la partie entière supérieure.